# Ісмаель Руїс Салмон
Ісмаель Руїс Салмон (ісп. Ismael Ruiz Salmón, нар. 7 лютого 1977, Сантандер) — іспанський футболіст, що грав на позиції півзахисника.
Виступав, зокрема, за клуб «Расінг», а також олімпійську збірну Іспанії.

## Клубна кар'єра
Народився 7 лютого 1977 року в місті Сантандер. Вихованець футбольної школи клубу «Расінг». Дорослу футбольну кар'єру розпочав 1995 року в основній команді того ж клубу, в якій провів вісім сезонів, взявши участь у 160 матчах чемпіонату.
Згодом з 2003 по 2007 рік грав у складі нижчолігових іспанських команд «Тарраса» та «Реал Ов'єдо», а завершив ігрову кар'єру у команді «Бенідорм», за яку виступав протягом 2007—2008 років.

## Виступи за збірні
1995 року дебютував у складі юнацької збірної Іспанії (U-18), з якою виграв юнацький чемпіонат Європи в 1995 році у Греції.
У складі збірної Іспанії U-20 брав участь у молодіжному чемпіонаті світу 1997 року у Малайзії, де зіграв п'ять матчів, а Іспанія дійшла до чвертьфіналу турніру, поступившись Ірландії. Загалом на юнацькому рівні взяв участь у 13 іграх.
Протягом 1998—2000 років залучався до складу молодіжної збірної Іспанії, з якою став бронзовим призером молодіжного чемпіонату Європи 2000 року у Словаччині. Всього на молодіжному рівні зіграв у 12 офіційних матчах.
У складі олімпійської збірної Іспанії брав участь у футбольному турнірі літньої Олімпіади 2000 року в Сіднеї, ставши разом із командою срібним призером. На турнірі зіграв два матчі — проти Південної Кореї та Марокко.